# ケン・アナキン
ケン・アナキン（Ken Annakin, OBE, 1914年8月10日 - 2009年4月22日）は、イギリスの映画監督。

## 経歴
1914年、イースト・ライディング・オブ・ヨークシャーのビヴァリーに生まれる。ドキュメンタリー制作経験を経て、監督へ転身。1947年にランク・オーガニゼイションで初監督作品をつとめてから、ゲインズボロー・ピクチャーズへ移籍して『ザ・ハジェッツ』シリーズ（イングランドの郊外に暮らす労働階級の家庭を描いた作品）を手がけ名を上げた。さらにディズニー映画シリーズの監督しても名高く、『ロビン・フッド』、『剣と薔薇』、『南海漂流』（『スイスファミリーロビンソン』）などを手がけた。
またアメリカ人プロデューサーのダリル・F・ザナックと固い交友を結んでいたことでも知られる。ザナックが製作をつとめた『史上最大の作戦』ではアナキンがイギリス編の監督をつとめ、アナキンの野心作『素晴らしきヒコーキ野郎』においてはザナックが20世紀フォックスの幹部として支援するなどしている。他にはジョージ・ルーカスとも交友が深く、『スター・ウォーズシリーズ』に登場するキャラクター「アナキン・スカイウォーカー」の名前は、アナキンが友人として使わせてあげたものといわれる（ただしキャラクターの綴りは「Anakin」と若干異なる）。
1992年の映画『Gengis Khan』を最後に監督業を引退。2009年2月に心臓発作と脳卒中に倒れ、同年4月22日、ビバリーヒルズの自宅で死去した。

## 主な作品
| 年   | 題名                                                                  | 役割             |
| ---- | --------------------------------------------------------------------- | ---------------- |
| 1950 | 四重奏 Quartet                                                        | 監督             |
| 1951 | 極楽ホテル Hotel Sahara                                               | 監督             |
| 1952 | ロビン・フッド The Story of Robin Hood and His Merrie Men             | 監督             |
| 1960 | ならず者一家 The Hellions                                             | 監督             |
| 1962 | 史上最大の作戦 The Longest Day                                        | 共同監督         |
| 1963 | ギャング情報 The Informers                                            | 監督             |
| 1965 | 素晴らしきヒコーキ野郎 Those Magnificent Men in Their Flying Machines | 監督・脚本       |
| 1965 | バルジ大作戦 Battle of the Bulge                                      | 監督             |
| 1969 | モンテカルロ・ラリー Monte Carlo or Bust                              | 監督・脚本・製作 |
| 1972 | 野生の叫び The Call of the Wild                                       | 監督             |
| 1974 | 太陽にかける橋/ペーパー・タイガー Paper Tiger                         | 監督             |
| 1982 | パイレーツ・ムービー The Pirate Movie                                 | 監督             |
| 1988 | 長くつ下ピッピの冒険物語 The New Adventures of Pippi Longstocking     | 監督・脚本       |